# Oeonistis entella
Oeonistis entella là một loài bướm đêm thuộc phân họ Arctiinae, họ Erebidae.